# Eisenspitze
L'Eisenspitze est une montagne qui s’élève à 2 859 m d’altitude dans les Alpes de Lechtal, en Autriche.